# Manchester United F.C. mùa bóng 1986–87
Mùa giải 1986–87 là mùa giải thứ 85 của Manchester United trong hệ thống bóng đá Anh, và là mùa giải thứ 12 liên tiếp của họ ở giải đấu hàng đầu của bóng đá Anh.
Áp lực đè nặng lên huấn luyện viên Ron Atkinson sau khi trắng tay ở mùa giải trước và Manchester United thua ba trận mở màn của mùa giải, và mặc dù có một số kết quả tốt trong vài tuần sau đó, United đã bị loại khỏi League Cup trong trận thua ở vòng thứ tư trước Southampton, khiến Atkinson bị sa thải vào ngày 6 tháng 11 năm 1986 sau hơn 5 năm nắm quyền.
Alex Ferguson đã được xác nhận là người kế nhiệm Atkinson trong vòng vài giờ, "Ngài máy sấy tóc" kí hợp đồng với Man United từ Aberdeen của Scotland, nơi ông đã đạt được những thành công đáng kể trong bảy năm trước đó. United đã trở lại mạnh mẽ tại giải vô địch quốc gia từ khi có sự chỉ đạo của Ferguson và kết thúc mùa giải ở vị trí 11. Sau khi trở thành thuyển trưởng của United, Alex Feggerguson đã đạt được một số kết quả ấn tượng bao gồm chiến thắng cả hai cuộc đụng độ tại  với Liverpool (đội bóng đã giành chức vô địch năm đó), chiến thắng 4–1 trên sân nhà của Newcastle United vào ngày đầu năm mới 1987, chiến thắng 2–0 trên sân nhà trước một Arsenal đang hồi sinh và chiến thắng 2–0 tại Old Trafford trong trận derby Manchester đã đẩy Man City xuống hạng. Chiến thắng trước Liverpool cũng khiến họ trở thành đội duy nhất thắng Liverpool trong cả mùa giải.
Tuy nhiên, United đã khởi đầu bết bát với một số kết quả đáng thất vọng sau khi Ferguson đến, bắt đầu với thất bại 2–0 trong trận đấu đầu tiên của họ dưới thời trước Oxford United, thua cả hai cuộc đụng độ với Wimbledon mới thăng hạng, bị đánh bại tại Old Trafford trước Norwich City ngay sau lễ Giáng sinh và chịu thất bại 4–0 trước Tottenham vào gần cuối mùa giải, mặc dù vào thời điểm trận đấu với Tottenham, về mặt lý thuyết, United đã hoàn thành mùa giải của mình (trụ hạng thành công và hết cơ hội vô địch), mặc dù nằm trong top đầu song MU không đủ điều kiện tham dự cúp châu Âu do lệnh đối với các câu lạc bộ Anh ở châu Âu sau thảm họa Heysel hai năm trước đó. United cũng không thể thắng bất kỳ trận sân khách nào khác trong giải ngoại trừ chuyến viếng thăm Liverpool vào Ngày lễ tặng quà.
Sự cải thiện của United dưới thời Alex Ferguson trong mùa giải đã diễn ra dù mà không có bất kỳ bản hợp đồng lớn nào, mặc dù có tin đồn rằng ông sẽ chi mạnh cho các cầu thủ mới trong mùa giải năm 1987 kết thúc. Manchester United trả cho Celtic 850.000 bảng để có sự phục vụ của tiền đạo Brian McClair. Ferguson củng cố hàng thủ sau khi hoàn tất hợp đồng với hậu vệ cánh giàu kinh nghiệm Viv Anderson từ Arsenal.  Sỉ Alex đã nỗ lực để đưa Peter Beardsley trở lại câu lạc bộ từ Newcastle United, nhưng tuyển thù của đội tuyển Anh đã lựa chọn gia nhập Liverpool trong một thương vụ kỉ lục của bóng đá Anh. Ngoài ra, chiến lược gia người Scotland đã để ý tới cầu thủ chạy cánh John Barnes của Watford, nhưng đã từ chối tiếp cận cầu thủ này và niềm tin vào Jesper Olsen ở vị trí tương tự.

## Giao hữu
| Ngày       | Đối thủ           | Sân nhà/khách | Tỉ số      | Cầu thủ ghi bàn                                                             | Số lượng khán giả |
| ---------- | ----------------- | ------------- | ---------- | --------------------------------------------------------------------------- | ----------------- |
| 6/8/1986   | Fluminense        | H             | 0–0 (4–3p) |                                                                             | 32,275            |
| 8 /8/1986  | Dynamo Kyiv       | N             | 1–1 (4–1p) | Blackmore                                                                   | 27,500            |
| 10/8/1986  | Ajax              | A             | 0–1        |                                                                             | 23,000            |
| 14/8/1986  | Shamrock Rovers   | A             | 0–2        |                                                                             | 10,200            |
| 17/8/1986  | Real Sociedad     | H             | 1–1        | Blackmore                                                                   | 12,826            |
| 2/9/1986   | Hearts            | A             | 2–2        | Olsen (pen.), T. Gibson                                                     | 10,438            |
| 10/9/1986  | Linfield          | A             | 3–0        | Robson (2), Davenport                                                       | 10,919            |
| 15/12/1986 | GCC All-Stars     | N             | 1–0        | Whiteside                                                                   | 4,000             |
| 21/1/1987  | Red Star Belgrade | H             | 0–1        |                                                                             | 10,652            |
| 24/1/1987  | Swansea City      | A             | 3–1        | T. Gibson, Whiteside, Davenport                                             | 6,467             |
| 18/3/1987  | Shamrock Rovers   | A             | 1–2        | Robson                                                                      | 8,000             |
| 25/3/1987  | Celtic            | A             | 0–1        |                                                                             | 36,000            |
| 10/5/1987  | England XI        | H             | 7–2        | Hughes (4; 1 pen.), Martin, Gibson, Bond (o.g.)                             | 16,907            |
| 16/5/1987  | Naxxar Lions      | N             | 9–0        | Whiteside (3), O'Brien (2), Blackmore, Davenport (pen.), Duxbury, Stapleton | 4,000             |

## First Division
| Ngày       | Đối thủ             | Sân nhà/khách | Tỉ số | Cầu thủ ghi bàn                                                        | Số lượng khán giả | Thứ hạng |
| ---------- | ------------------- | ------------- | ----- | ---------------------------------------------------------------------- | ----------------- | -------- |
| 23/8/1986  | Arsenal             | A             | 0–1   |                                                                        | 41,382            | 15       |
| 25/8/1986  | West Ham United     | H             | 2–3   | Stapleton 40', Davenport 46'                                           | 43,306            | 18       |
| 30/8/1986  | Charlton Athletic   | H             | 0–1   |                                                                        | 37,544            | 21       |
| 6/9/1986   | Leicester City      | A             | 1–1   | Whiteside 52'                                                          | 16,785            | 22       |
| 13/9/1986  | Southampton         | H             | 5–1   | Olsen 22' (pen.), Davenport 25', Stapleton (2) 36', 83', Whiteside 53' | 40,135            | 19       |
| 16/9/1986  | Watford             | A             | 0–1   |                                                                        | 21,650            | 19       |
| 21/9/1986  | Everton             | A             | 1–3   | Robson 12'                                                             | 25,843            | 21       |
| 28/9/1986  | Chelsea             | H             | 0–1   |                                                                        | 33,340            | 21       |
| 4/10/1986  | Nottingham Forest   | A             | 1–1   | Robson 73'                                                             | 34,828            | 21       |
| 11/10/1986 | Sheffield Wednesday | H             | 3–1   | Davenport (2) 35' (pen.), 85', Whiteside 83'                           | 45,890            | 20       |
| 18/10/1986 | Luton Town          | H             | 1–0   | Stapleton 9'                                                           | 39,927            | 19       |
| 25/10/1986 | Manchester City     | A             | 1–1   | Stapleton 47'                                                          | 32,440            | 20       |
| 1/11/1986  | Coventry City       | H             | 1–1   | Davenport 31'                                                          | 36,946            | 19       |
| 8/11/1986  | Oxford United       | A             | 0–2   |                                                                        | 13,545            | 20       |
| 15/11/1986 | Norwich City        | A             | 0–0   |                                                                        | 22,684            | 21       |
| 22/11/1986 | Queens Park Rangers | H             | 1–0   | Sivebæk 32'                                                            | 42,235            | 17       |
| 29/11/1986 | Wimbledon           | A             | 0–1   |                                                                        | 12,112            | 17       |
| 7/12/1986  | Tottenham Hotspur   | H             | 3–3   | Whiteside 11', Davenport (2) 36', 88' (pen.)                           | 35,957            | 16       |
| 13/12/1986 | Aston Villa         | A             | 3–3   | Davenport (2) 18', 55', Whiteside 54'                                  | 29,205            | 17       |
| 20/12/1986 | Leicester City      | H             | 2–0   | C. Gibson 11', Stapleton 67'                                           | 34,150            | 15       |
| 26/12/1986 | Liverpool           | A             | 1–0   | Whiteside 78'                                                          | 40,663            | 14       |
| 27/12/1986 | Norwich City        | H             | 0–1   |                                                                        | 44,610            | 15       |
| 1/1/1987   | Newcastle United    | H             | 4–1   | P. Jackson 4' (o.g.), Whiteside 9', Stapleton 56', Olsen 90'           | 43,334            | 14       |
| 3/1/1987   | Southampton         | A             | 1–1   | Olsen 11'                                                              | 20,409            | 13       |
| 24/1/1987  | Arsenal             | H             | 2–0   | Strachan 55', T. Gibson 90'                                            | 51,367            | 13       |
| 7/2/1987   | Charlton Athletic   | A             | 0–0   |                                                                        | 15,482            | 13       |
| 14/2/1987  | Watford             | H             | 3–1   | McGrath 26', Davenport 48' (pen.), Strachan 65'                        | 35,763            | 11       |
| 21/2/1987  | Chelsea             | A             | 1–1   | Davenport 61' (pen.)                                                   | 26,516            | 12       |
| 28/2/1987  | Everton             | H             | 0–0   |                                                                        | 47,421            | 12       |
| 7/3/1987   | Manchester City     | H             | 2–0   | Reid 62' (o.g.), Robson 85'                                            | 48,619            | 10       |
| 14/3/1987  | Luton Town          | A             | 1–2   | Robson 88'                                                             | 12,509            | 13       |
| 21/3/1987  | Sheffield Wednesday | A             | 0–1   |                                                                        | 29,888            | 13       |
| 28/3/1987  | Nottingham Forest   | H             | 2–0   | McGrath 12', Robson 44'                                                | 39,182            | 12       |
| 4/4/1987   | Oxford United       | H             | 3–2   | Davenport (2) 25', 35', Robson 90'                                     | 32,443            | 11       |
| 14/4/1987  | West Ham United     | A             | 0–0   |                                                                        | 23,486            | 11       |
| 18/4/1987  | Newcastle United    | A             | 1–2   | Strachan 41'                                                           | 32,706            | 12       |
| 20/4/1987  | Liverpool           | H             | 1–0   | Davenport 88'                                                          | 54,103            | 11       |
| 25/4/1987  | Queens Park Rangers | A             | 1–1   | Strachan 49'                                                           | 17,414            | 11       |
| 2/5/1987   | Wimbledon           | H             | 0–1   |                                                                        | 31,686            | 11       |
| 4/5/1987   | Tottenham Hotspur   | A             | 0–4   |                                                                        | 36,692            | 11       |
| 6/5/1987   | Coventry City       | A             | 1–1   | Whiteside 25'                                                          | 23,407            | 11       |
| 9/5/1987   | Aston Villa         | H             | 3–1   | Blackmore 55', Duxbury 63', Robson 65'                                 | 35,179            | 11       |

## FA Cup
| Ngày      | Vòng   | Đối thủ         | Sân nhà/khách |     | Tỉ số         | Số lượng khán giả |
| --------- | ------ | --------------- | ------------- | --- | ------------- | ----------------- |
| 10/1/1987 | Vòng 3 | Manchester City | H             | 1–0 | Whiteside 66' | 54,294            |
| 31/1/1987 | Vòng 4 | Coventry City   | H             | 0–1 |               | 49,082            |

## Cúp liên đoàn
| Ngày       | Vòng           | Đối thủ     | Sân nhà/khách | Tỉ số | Cầu thủ ghi bàn                                                     | Số lượng khán giả |
| ---------- | -------------- | ----------- | ------------- | ----- | ------------------------------------------------------------------- | ----------------- |
| 24/9/1986  | Vòng 2 Lượt đi | Port Vale   | H             | 2–0   | Stapleton 51', Whiteside 81'                                        | 18,906            |
| 7/10/1986  | Vòng 2 Lượt về | Port Vale   | A             | 5–2   | Stapleton 34', Barnes 71', Moses (2) 75', 89', Davenport 77' (pen.) | 10,486            |
| 29/10/1986 | Vòng 3         | Southampton | H             | 0–0   |                                                                     | 23,639            |
| 4/11/1986  | Vòng 3 Đá lại  | Southampton | A             | 1–4   | Davenport                                                           | 17,915            |

## Thống kê đội hình
| Vị trí | Tên               | Giải VĐQG | Giải VĐQG | FA Cup | FA Cup | Cúp liên đoàn | Cúp liên đoàn | Tỏng cộng | Tỏng cộng |
| Vị trí | Tên               | Trận      | Bàn       | Trận   | Bàn    | Trận          | Bàn           | Trận      | Bàn       |
| ------ | ----------------- | --------- | --------- | ------ | ------ | ------------- | ------------- | --------- | --------- |
| TM     | Gary Bailey       | 5         | 0         | 0      | 0      | 0             | 0             | 5         | 0         |
| TM     | Chris Turner      | 23        | 0         | 2      | 0      | 4             | 0             | 29        | 0         |
| TM     | Gary Walsh        | 14        | 0         | 0      | 0      | 0             | 0             | 14        | 0         |
| HV     | Arthur Albiston   | 19(3)     | 0         | 0      | 0      | 4             | 0             | 23(3)     | 0         |
| HV     | Clayton Blackmore | 10(2)     | 1         | 1      | 0      | 0             | 0             | 11(2)     | 1         |
| HV     | Mike Duxbury      | 32        | 1         | 2      | 0      | 3             | 0             | 37        | 1         |
| HV     | Billy Garton      | 9         | 0         | 2      | 0      | 0             | 0             | 11        | 0         |
| HV     | Colin Gibson      | 24        | 1         | 1      | 0      | 1             | 0             | 26        | 1         |
| HV     | Graeme Hogg       | 11        | 0         | 0      | 0      | 2             | 0             | 13        | 0         |
| HV     | Paul McGrath      | 34(1)     | 2         | 0(1)   | 0      | 4             | 0             | 38(2)     | 2         |
| HV     | Kevin Moran       | 32(1)     | 0         | 2      | 0      | 2(1)          | 0             | 36(2)     | 0         |
| HV     | John Sivebæk      | 27(1)     | 1         | 2      | 0      | 1             | 0             | 30(1)     | 1         |
| TV     | Peter Barnes      | 7         | 0         | 0      | 0      | 2             | 1             | 9         | 1         |
| TV     | Tony Gill         | 1         | 0         | 0      | 0      | 0             | 0             | 1         | 0         |
| TV     | Remi Moses        | 17(1)     | 0         | 0      | 0      | 4             | 2             | 21(1)     | 2         |
| TV     | Liam O'Brien      | 9(2)      | 0         | 0      | 0      | 0             | 0             | 9(2)      | 0         |
| TV     | Jesper Olsen      | 22(6)     | 3         | 2      | 0      | 1(1)          | 0             | 25(7)     | 3         |
| TV     | Bryan Robson      | 29(1)     | 7         | 0      | 0      | 3             | 0             | 32(1)     | 7         |
| TV     | Gordon Strachan   | 33(1)     | 4         | 2      | 0      | 2             | 0             | 37(1)     | 4         |
| TĐ     | Peter Davenport   | 34(5)     | 14        | 1(1)   | 0      | 4             | 2             | 39(6)     | 16        |
| TĐ     | Terry Gibson      | 12(4)     | 1         | 1(1)   | 0      | 0(2)          | 0             | 13(7)     | 1         |
| TĐ     | Frank Stapleton   | 25(9)     | 7         | 2      | 0      | 4             | 2             | 31(9)     | 9         |
| TĐ     | Norman Whiteside  | 31        | 8         | 2      | 1      | 3(1)          | 1             | 36(1)     | 10        |
| TĐ     | Nicky Wood        | 2         | 0         | 0      | 0      | 0(1)          | 0             | 2(1)      | 0         |